# Болонек, Януш
Януариуш Миколай Болонек (пол. Januariusz Mikołaj Bolonek; 6 декабря 1938, Хута Длутовска, Вторая Речь Посполитая — 2 марта 2016, Лодзь, Польша) — польский прелат и ватиканский дипломат. Титулярный архиепископ Мадауруса с 25 сентября 1989. Апостольский нунций в Кот-д’Ивуаре с 25 сентября 1989 по 23 января 1995. Апостольский нунций в Буркина-Фасо и Нигере с 18 ноября 1989 по 23 января 1995. Апостольский нунций в Румынии с 23 января 1995 по 30 сентября 1998. Апостольский нунций в Уругвае с 11 ноября 1999 по 24 мая 2008. Апостольский нунций в Болгарии с 24 мая 2008 по 25 апреля 2014. Апостольский нунций в Македонии с 4 мая 2011 по апрель 2014.